# جانی زاناسی
جانی زاناسی (ایتالیایی: Gianni Zanasi؛ زادهٔ ۶ اوت ۱۹۶۵) کارگردان فیلم، بازیگر و نویسنده اهل ایتالیا است. وی از سال ۱۹۹۳ میلادی تاکنون مشغول فعالیت بوده‌است.
از فیلم‌ها یا مجموعه‌های تلویزیونی که وی در آن‌ها نقش داشته‌است، می‌توان به فیلم بی‌خیالش و همچنین سریال تلویزیونی بی‌خیالش اشاره نمود.